# Études en statistique en Afrique
La formation statistique en Afrique est une composante majeure du système statistique de l'Afrique. La formation initiale des statisticiens s'est d'abord faite hors du continent, majoritairement dans des institutions des puissances coloniales qui ont progressivement facilité la création d'institutions similaires sur le continent. Ces institutions africaines, nationales ou régionales, fonctionnement généralement sur un modèle hérité de celui des puissances coloniales, tout en s'adaptant à leur contexte propre. Aussi trouve-t-on des institutions autonomes spécialisées ou écoles d'ingénieurs formant les futurs statisticiens de secteur public, ou bien des départements universitaires formant aux techniques et méthodes statistiques en complément d'une formation thématique (économie, sociologie, sciences de la terre ou encore linguistique). La formation continue est beaucoup moins structurée ; interviennent naturellement les institutions nationales de statistique et les institutions de formation initiale, mais aussi les institutions régionales africaines, et les institutions internationales et bilatérales non continentales qui organisent, en Afrique ou hors d'Afrique, des stages et ateliers de courte durée dans le cadre de projets statistiques ou de programmes de coopération.
Début 2010, les principales institutions africaines impliquées dans le développement de l'Afrique et de son système statistique , et leurs partenaires au développement sont convenus de formaliser leur collaboration par la création d'AGROST (en anglais : African Group on Statistical Training) ou Groupe africain sur la formation statistique et les ressources humaines, dont l’objectif principal est de parfaire leur collaboration et de faciliter la coordination de leurs activités en faveur de la formation statistique et du développement des ressources humaines en Afrique.

## Formation initiale

### Les centres de formation à la statistique en Afrique francophone subsaharienne

#### Centres à vocation régionale
Héritières d’une tradition française de formation d’ingénieurs polyvalents, les écoles d’Abidjan (ENSEA Côte d'Ivoire), Dakar (DSD-ENEA, puis ENSAE - Sénégal) et Yaoundé (ISSEA) offrent des enseignements combinant un socle théorique consistant, en économie et statistique, et des spécialisations (en particulier, des cours pratiques) conduisant à des applications professionnelles dans le champ des statistiques officielles pour l’essentiel.
Elles facilitent une bonne osmose entre le monde de la production statistique et celui de l’enseignement, une proportion élevée des professeurs exerçant le métier de statisticien ou d’économiste dans le privé ou dans le secteur public.
Retour historique. En 1962, pour former les statisticiens-économistes des nouveaux pays indépendants d'Afrique francophone, le CESD-Paris a été créé avec l'appui de l'Insee et de la Communauté européenne. Les formations proposées – essentiellement à deux niveaux complémentaires –, furent à l’origine associées aux formations dispensées en France par l’ENSAE, 1re et 2e Divisions, de 1962 à 1994. À partir de 1975, elles ont été progressivement et en partie parallèlement, installées en Afrique, à l’ENSEA d'Abidjan, à l’IAMSEA de Kigali, à l’ISSEA de Yaoundé et à l’ENEA de Dakar.
Ces écoles ont bénéficié, au long de leur développement, du soutien de la France et de l’Union européenne, notamment dans le cadre des programmes COMSTAT. Cette aide a pris diverses formes : fourniture d’équipements informatiques, audiovisuels et de reproduction/impression, appui pédagogique, bourses d’études, documentation… L’appui des autorités nationales et régionales a également été très significatif.
Actuellement ces écoles sont au nombre de trois :
- ENSAE - Sénégal, rattachée  à l'Agence nationale de la statistique et de la démographie, a ouvert le 6 octobre 2006 en relation avec l'intégration du Département de la Statistique et de la Démographie DSD-ENEA de École nationale d'économie appliquée,
- ENSEA (École nationale supérieure de statistique et d'économie appliquée) de Côte d'Ivoire.
- ISSEA (Institut sous-régional de statistique et d'économie appliquée), une institution de la CEMAC (Commission économique et monétaire de l'Afrique centrale)

Elles organisent un concours commun d'admission de leurs élèves. Leurs diplômés peuvent recevoir une formation complémentaire et spécialisée en science de la population à l'IFORD, Institut de formation et de recherche démographiques. Situé à Yaoundé, au Cameroun, cet institut est rattaché sur le plan académique à l’université de Yaoundé II depuis 1992.

#### Centres à vocation nationale
Outre ces trois écoles à vocation régionale il existe plusieurs centres nationaux dispensant des formations à la statistique publique : 
- Centre de Formation et de Perfectionnement de l'INS du Niger
- École nationale d'économie appliquée et de management (ENEAM) au Bénin
- École nationale des régies financières (ENAREF) ou l'Institut supérieur des sciences de la population (ISSP) de l'Université de Ouagadougou au Burkina Faso
- Institut national sur la formation administrative (INFA) Madagascar
- Institut supérieur de statistique de Kinshasa (I.S.S./KIN) - Kinshasa RDC
- Institut supérieur de statistique et de nouvelles technologies de Goma (ISSNT/GOMA) - Goma RDC
- Institut supérieur de statistique (ISS) - Lubumbashi RDC
- Institut Universitaire Technologique, Département Statistique et Traitement Informatique des Données (STID) Djibouti

### Les centres de formation à la statistique en Afrique du Nord
- INSEA Institut national de statistique et d'économie appliquée Maroc
- ESSAI École supérieure de la statistique et de l'analyse de l'information Tunisie
- E.N.S.S.E.A École nationale supérieure en statistique et en économie appliquée Alger[5] Algérie

### Les centres de formation à la statistique en Afrique anglophone
- Institute of Statistics and Applied Economics Makerere University Ouganda
- Eastern Africa Statistical Training Centre (EASTC) Tanzanie